# Homer’s Paternity Coot
«Homer’s Paternity Coot» (с англ. — «Настоящий отец Гомера») — десятый эпизод семнадцатого сезона мультсериала «Симпсоны». Впервые показан на канале Фокс 8 января 2006 года.

## Сюжет
Мардж отправляется по магазинам и на дороге, по которой она обычно ездит, появляется пропускной пункт со шлагбаумом. Дорога стала платной, потому что мэр Куимби нуждается в деньгах, чтобы убрать питона из городского фонтана. Но Мардж и другие жители Спрингфилда сворачивают на старую бесплатную дорогу. Однако мэр вынуждает их ехать по платной дороге, уложив на бесплатной дороге «ежей». В следующий раз, когда Мардж подъезжает к пропускному пункту, она сдает назад, машины, стоящие за ней в очереди, делают то же и повреждают шины об «ежей». Проколотые покрышки кидают на вечно горящую свалку покрышек, из-за этого усиливается огонь, который, в свою очередь, вызывает таяние льда на горе Спрингфилд, при этом оттаивает почтальон, который был заморожен в течение 40 лет. Его письма содержат много откровений (Дьюи Ларго никогда не знал, что его приняли в престижную музыкальную программу, и у Мо никогда не было аллергии, благодаря которой он провел взаперти большую часть своего детства), и одно из 40-летних писем доставляется матери Гомера — Моне Симпсон. Оно от ее старого бойфренда-спасателя, имя которого начинается с буквы «М», который пишет, что если Мона ответит на письмо, она выбрала его, а если нет, то она выбирает своего мужа Эйба. Он также пишет, что в любом случае, в своем сердце он знает, что ребенок, которого она носит, его.
Гомер отправляется в библиотеку, чтобы найти своего предполагаемого отца, заглянув в сборник «Спасатели Спрингфилда в Двадцатом Веке». Единственный человек, чье имя начинается на M — Мейсон Фэйрбенкс. Гомер попадает в большой дом Фейрбенкса, притворившись репортером. Он говорит, что берет интервью у людей, которые носят свитера, и его впускают внутрь. Мейсон показывает ему свой дом и корабль, который он назвал: «сын, которого я никогда не знал». Гомер в конце концов говорит Мэйсону, что предположительно он его отец, и Мейсон в восторге. Он берет Гомера и остальных членов семьи, за исключением Эйба, в поездку на своем корабле и рассказывает им историю утерянного изумрудного сокровища Писо Мохадо, которая впечатляет семью. Однако, когда они приходят домой, дедушка сердито обвиняет Мейсона в том, что он пытался украсть его жену, а теперь пытается украсть его семью, и глубоко опечален тем, что Гомер считает Мейсона своим настоящим отцом. Они решают провести тест ДНК, и после напряженного ожидания Гомер узнает, что его настоящий отец — Мейсон Фэрбенкс. В это время Мардж, Барт, Лиза и Мэгги чувствуют себя очень неловко при посещении дедушки Эйба.
Мейсон и Гомер находятся под водой, ужасно загрязненной радиоактивными отходами, каждый на своей подводной лодке. Они ищут затерянные сокровища. Гомер отделяется от Мейсона и следует за маленьким источником света, который он принял за подводную лодку Фейрбенкса. На самом деле это светящаяся рыба, и Гомер застревает в каком-то коралле. Когда его кислород подходит к концу, и он начинает терять сознание, то видит трогательные воспоминания о себе и Эйбе. В них Эйб играет с малышом Гомером, хвалит, плохо нарисованный юным Гомером, портрет Эйба и дает деньги на свадьбу молодого Гомера (которые впоследствии крадёт птица, заставляя Эйба с грустью сказать: «я дал вам все, что у меня было, и этого все еще недостаточно»). Когда кислород заканчивается, последнее, что видит Гомер, — это Мейсон, направляющийся к нему.
Гомер очнулся в больнице и Барт говорит, что он был в коме в течение трех дней. Эйб собирается уходить, но Гомер хватает его за руку и просит Мэйсона, Мардж и детей выйти. Он рассказывает Эйбу о своих воспоминаниях и говорит, что ему все равно, что показывает тест ДНК, он все еще считает Эйба своим настоящим отцом. Затем Эйб рассказывает потрясенному Гомеру, что он на самом деле его отец; он подменил ярлыки на образцах теста ДНК, потому что увидел, как Гомер был счастлив с Мейсоном и решил не мешать счастью сына. В конце эпизода биологически подтвержденные отец и сын обнимаются.
В сцене во время титров Гомер просит Мейсона Фэйрбенкса на время побыть в роли отца и отучить Гомера трогать горячую плиту.

## Отзывы

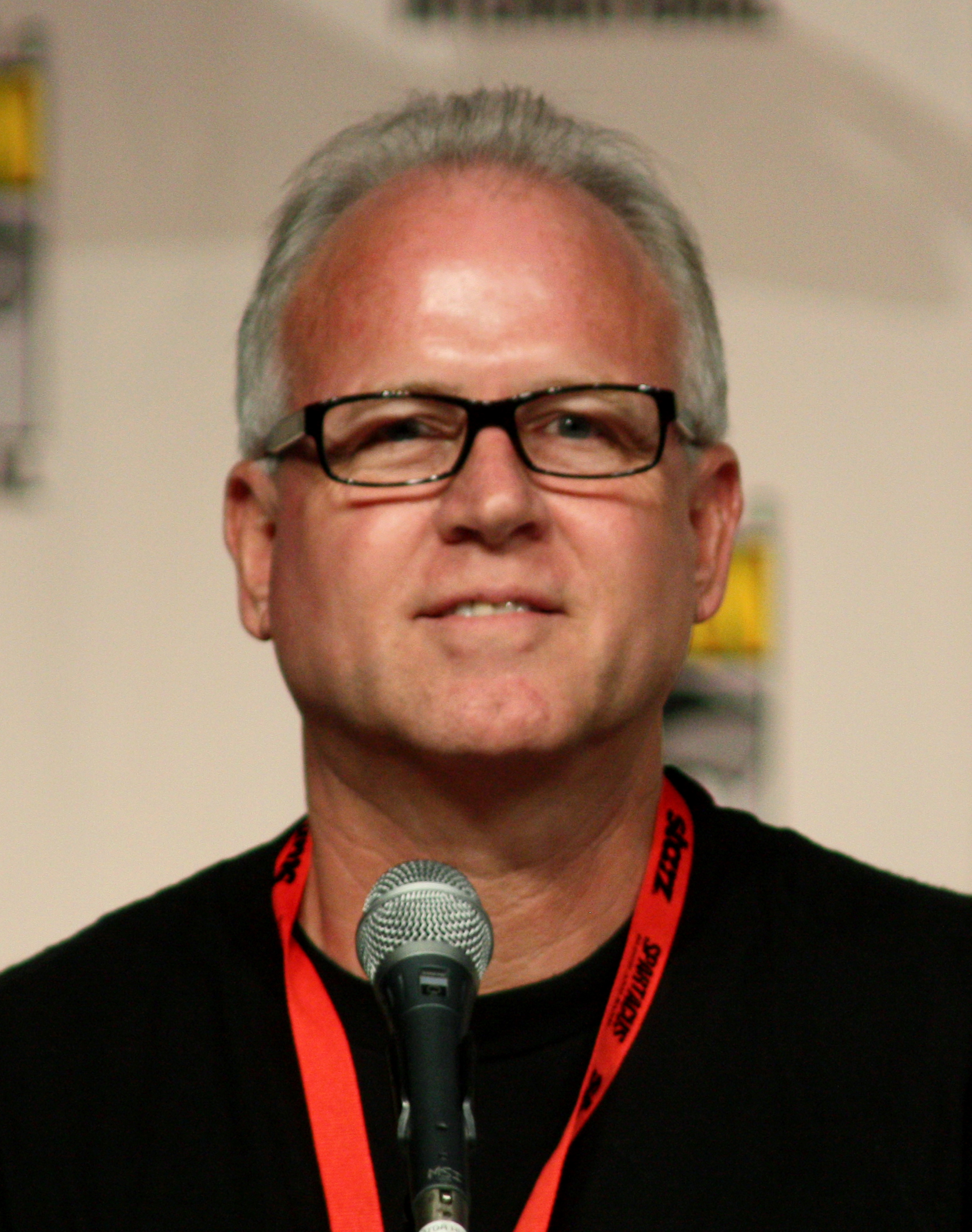
режиссер эпизода Майкл Андерсон.

Райан Бадке из TV Squad дал эпизоду положительный рейтинг, отметив его изобретательность и обаяние.